# Хвостюшок падубник
Хвостюшок падубник (Satyrium ilicis) — вид денних метеликів родини синявцевих (Lycaenidae).

## Поширення
Вид поширений в Європі, Туреччині, Лівані, Ірані, на Кавказі та Південному Уралі, у Західному Сибіру.
В Україні трапляється у лісовій та лісостеповій зонах, на півночі степової зони, у Карпатах.

## Опис
Розмір тіла 13-18 мм, розмах крил 28-35 мм. Верхня сторона крил чорно-коричневого забарвлення з рудою плямою біля хвостика, у самиць велика вохристо-жовта пляма у зовнішній частині переднього крила. Від інших видів хвостюшок відрізняється переривчастою білою постдискальною лінією на нижній стороні заднього крила, 4-6 помаранчевими субмаргінальними плямами і відсутністю синьої плями біля основи короткого хвостика.

## Спосіб життя
Трапляється на узліссях широколистяних лісів та у світлих дубових рідколіссях. Метелики літають у кінці червня і липні. Гусениці зелені з червонуватими волосками. Гусінь живиться бруньками і листочками молодих дубів. Зимують яйця. Мірмекофіли — відмічено підгодовування гусениць мурахами Camponotus aethiops та Crematogaster schmidti. Оляльковується у травні — початку червня на гілках або листі кормової рослини.